# Noemi Cortelli
Noemi Cortelli (26 maggio 1986) è una calciatrice italiana, di ruolo difensore.

## Palmarès
- Campionato italiano di Serie A2: 2

Roma: 2007-2008
Res Roma: 2012-2013
- Campionato italiano di Serie B: 1

Res Roma: 2010-2011
- Campionato italiano di Serie B: 1

Roma C.F.:2007-2008